# Cinara russellae
Cinara russellae är en insektsart som beskrevs av Pepper och Tissot 1973. Cinara russellae ingår i släktet Cinara och familjen långrörsbladlöss. Inga underarter finns listade i Catalogue of Life.